# Alan Young
Alan Young (n. 19 noiembrie 1919, North Shields⁠(d), Anglia, Regatul Unit al Marii Britanii și Irlandei – d. 19 mai 2016, Woodland Hills⁠(d), California, SUA) a fost un actor, prezentator și comedian britanic cu sediul în Canada, cel mai bine cunoscut pentru rolul său de Wilbur Post în serialul de comedie de televiziune Mister Ed și pentru vocea lui Scrooge McDuck la Disney TV. seriale și filme. În anii 1940 și 1950, a jucat în propriile emisiuni de radio și televiziune. De asemenea, a apărut în filme, cum ar fi The Time Machine, un film britanic din 1960.
A murit pe 19 mai 2016, la vârsta de 96 de ani, din cauze naturale.